# Plagiothecium falklandicum
Plagiothecium falklandicum là một loài Rêu trong họ Plagiotheciaceae. Loài này được (Cardot & Broth.) M.E. Newton miêu tả khoa học đầu tiên năm 1985.